# Federação Cingalesa de Voleibol
A Federação Cingalesa de Voleibol (em inglês: Sri Lanka Volleyball Federation, SLVL) é  uma organização fundada em 1951 que governa a pratica de voleibol no Sri Lanka, sendo membro da Federação Internacional de Voleibol e da Confederação Asiática de Voleibol, a entidade é responsável por  organizar  os campeonatos nacionais de  voleibol masculino e feminino no país.